# Trachypachus
Trachypachus  (лат.) — род жуков из семейства трахипахиды, близкий к жужелицам. Голарктика.

## Описание
Задние тазики своим краем касаются эпиплевр надкрылий. Передние голени без выемок на внутреннем крае.

## Систематика
Род насчитывает четыре вида:
- Trachypachys holmbergi Mnh.
- Trachypachus gibbsii
- Trachypachus holmbergi
- Trachypachys zetterstedti